# 2324 Дженіс
2324 Дженіс (2324 Janice) — астероїд головного поясу, відкритий 7 листопада 1978 року.
Тіссеранів параметр щодо Юпітера — 3,202.